# Umm Ladżdż
Umm Ladżdż (arab. ام لج) – miasto w zachodniej Arabii Saudyjskiej, w prowincji Tabuk. Według spisu ludności na rok 2010 liczyło 37 757 mieszkańców.